# Narceus americanus
Espèce
Narceus americanus est une espèce de gros mille-pattes vivant en Amérique du Nord. Il habite sur la côte est des États-Unis, le sud-est du Canada et jusqu'au centre du Texas. C'est l'un des plus grands myriapodes d'Amérique du Nord atteignant une longueur de douze centimètres. Lorsqu'il est menacé, il se met en boule ou libère un liquide qui contient de grandes quantités de benzoquinones qui peuvent causer des brûlures cutanées. Contrairement à beaucoup d'autres mille-pattes, il ne sécrète pas de cyanure d'hydrogène.

## Galerie

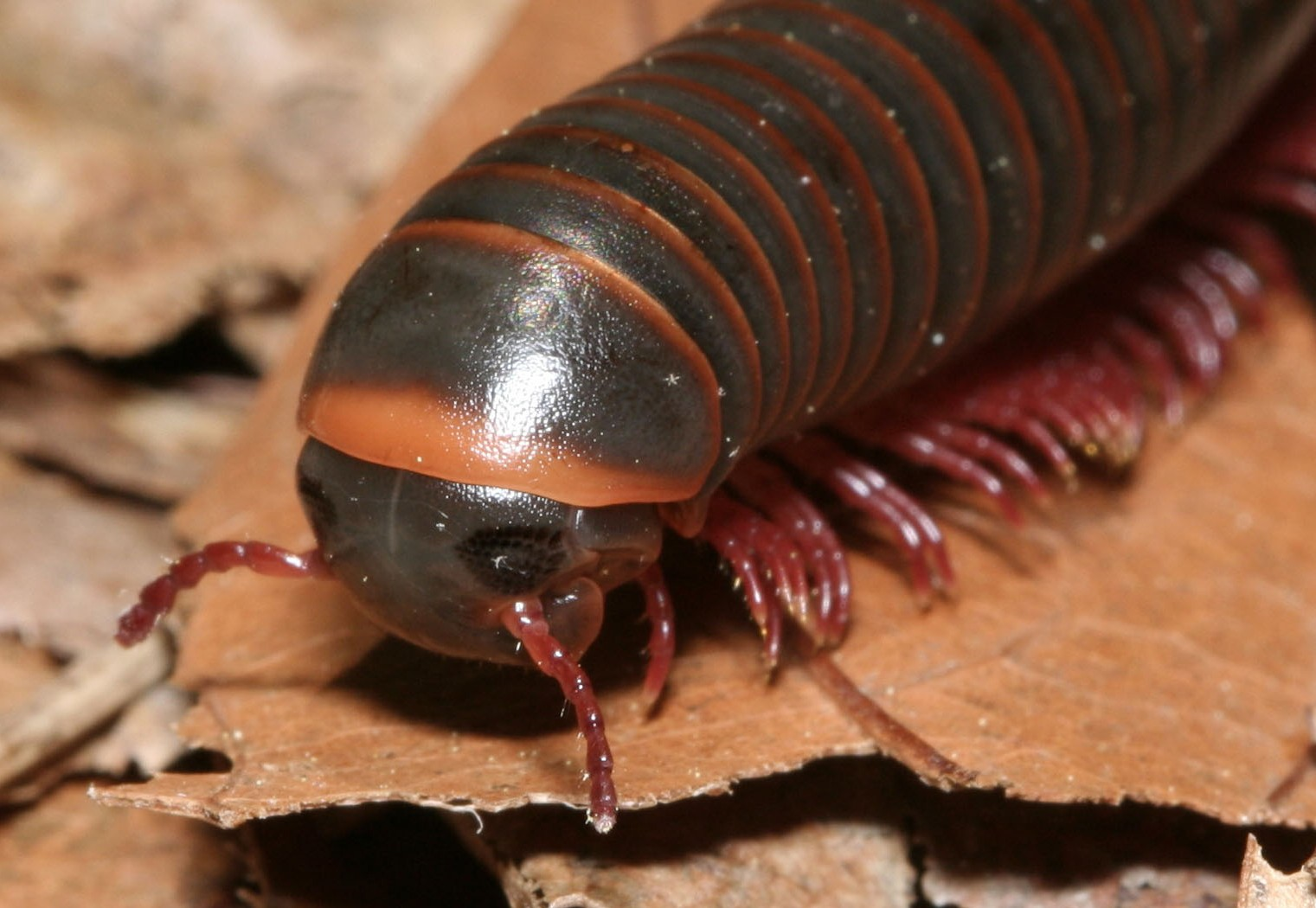
Détails de la tête
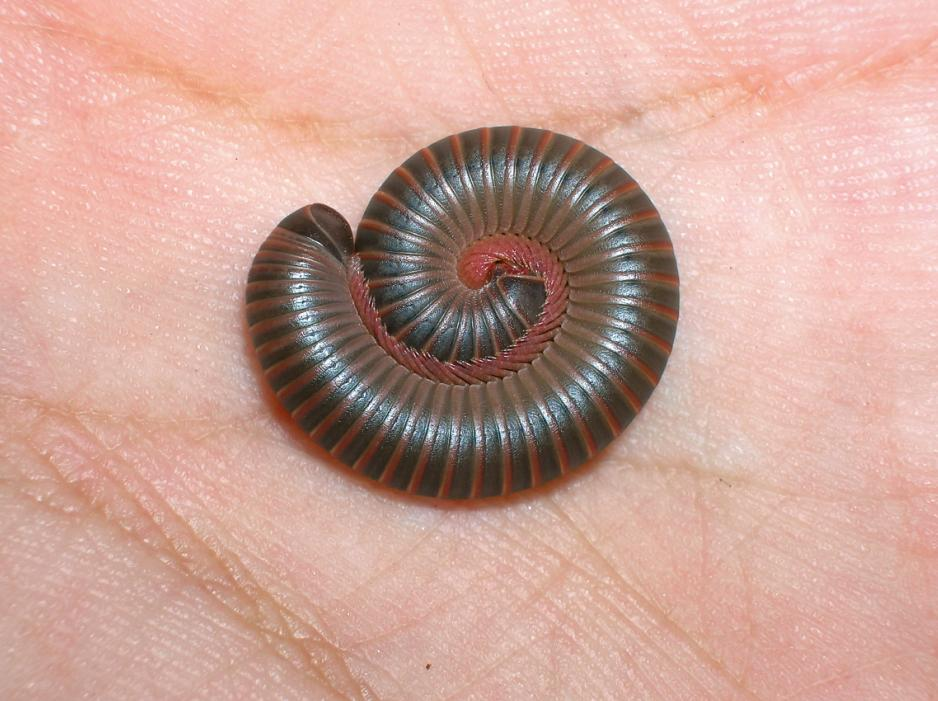
Enroulé sur lui-même